# GfK
GfK (acronim din germană de la Gesellschaft für Konsumforschung, Societate pentru Cercetarea Consumului) este o companie de cercetare de piață din Germania înființată în anul 1934. La ora actuală are drept formă de societate „SE” (societate europeană).
Grupul GfK este pe locul 4 în clasamentul mondial al companiilor de cercetare de piață.
Grupul are mai mult de 10.000 de angajați și 115 subsidiare situate în peste 100 de țări.
În anul 2006 GfK a obținut venituri de 1,1 miliarde de euro .
Compania GfK este prezentă și în România, din anul 1992,
unde a avut o cifră de afaceri de 2,5 milioane euro în anul 2005 .
Activitățile grupului sunt structurate în cinci segmente: Custom Research - cercetare cantitativă și calitativă ad-hoc pentru o arie largă de ramuri industriale (bunuri de larg consum, telecomunicații și IT, finanțe, desfacere cu amănuntul, turism, auto, bunuri industriale), Consumer Tracking - cercetare continuă pentru bunuri de larg consum, Retail and Technology - cercetare continuă pentru bunuri de folosință îndelungată, Media - cercetare calitativă și cantitativă a consumului de produse media și Healthcare – cercetare calitativă și cantitativă în toate domeniile medicale.